# Dāvis Geks
Dāvis Geks, (nacido el 7 de marzo de 1995 en Bauska, Letonia) es un jugador de baloncesto letón. Con 1.92 de estatura, su puesto natural en la cancha es la de escolta. Actualmente juega para el UMF Tindastóll de la Úrvalsdeild karla.

## Trayectoria
Es un escolta formado en las filas del BK Barons Kvartāls de Riga y en la temporada 2016-17 promedió 11.8 puntos, 2 rebotes y 1.7 asistencias, con un acierto exterior considerable, un acierto del tiro de tres del 42.6%, en la Liga Letona. 
Además, cuando militó en la Liga Bática promedió 14,4 puntos con un 48% de acierto en tiros de tres.
En agosto de 2017, el Movistar Estudiantes ficha por tres temporadas al letón y lo cede una temporada al Unión Financiera Baloncesto Oviedo
En agosto de 2020, regresa a su país para jugar en el BK Liepājas lauvas de la Latvijas Basketbola līga.
En julio de 2021, se compromete con el Real Valladolid Baloncesto de la Liga LEB Oro.
En la temporada 2022-23, firma por el KK Pärnu de la Latvijas Basketbola līga, en el que juega hasta diciembre de 2022.
En enero de 2023, se compromete con el BK Liepājas lauvas de la Latvijas Basketbola līga.
En mayo de 2023, se compromete con el UMF Tindastóll de la Úrvalsdeild karla.